# Seeg
Seeg là một đô thị ở Ostallgäu bang Bayern thuộc nước Đức.